# Ангуло, Джейсон
Джейсон Андрес Ангуло Трухильо (исп. Jeison Andrés Angulo Trujillo; род. 27 июня 1996 года, Кали, Колумбия) — колумбийский футболист, защитник клуба «УНАМ Пумас».

## Клубная карьера
Ангуло — воспитанник клуба «Депортиво Кали» из своего родного города. 11 марта 2014 года в матче против «Форталеса Сипакира» он дебютировал в Кубке Мустанга. В 2015 году Джейсон помог клубу выиграть чемпионат. В начале 2016 года он для получения игровой практики перешёл в «Кортулуа». 20 марта в поединке против своего родного клуба «Депортиво Кали» Ангуло дебютировал за новую команду. Летом того же года он вернулся в «Депортиво».

## Международная карьера
В 2013 году в составе юношеской сборной Колумбии Ангуло принял участие в юношеском чемпионате Южной Америки в Аргентине. На турнире он сыграл в матчах против команд Эквадора, Венесуэлы и Парагвая.
В 2015 году в составе молодёжной сборной Колумбии Джейсон занял второе место на молодёжном чемпионате Южной Америки в Уругвае. На турнире он принял участие в матчах против команд Чили, Перу, Парагвая, Аргентины, Венесуэлы, Бразилии и дважды Уругвая.
Летом того же года Ангуло принял участие в молодёжном чемпионате мира в Новой Зеландии. На турнире он сыграл в матчах против сборных Катара, Португалии, Сенегала и США.

## Достижения
Командные
 «Депортиво Кали»
- Чемпионат Колумбии по футболу — Апертура 2015

Международные
 Колумбия (до 20)
- Чемпионат Южной Америки по футболу среди молодёжных команд — 2015